# John Ölander
John Vilhelm Ölander, född 15 juni 1899 i Stockholm, död 28 november 1971 i Österhaninge församling, var en svensk journalist, tecknare och målare. Han var bror till Gösta Ölander.
Han var son till grosshandlaren Axel Ölander och Anna Matilda Eriksson och från 1938 gift med Margit Elisabeth Öberg. Han vann som medlem i UoIF Matteuspojkarna flera gånger raka hopp i tävlingarna för "icke specialföreningar" och var juniorcyklist i Söderbrunns IS (sekreterare 1920–1925) samt tillhörde 1924 Svenska Velocipedförbundets styrelse.
Efter utbildning till tecknare i Stockholm arbetade Ölander från början av 1920-talet med sportreferat i pressen som han illustrerade med egna sportteckningar och karikatyrer. Han var anställd vid Idrottsbladet 1924–1927, Stockholms Dagblad 1927–1931, motor och seglartidskriften Rodret 1933–1939, Aftonbladet 1942–1948 och Expressen 1948–1951. Han genomförde ett flertal kombinerade studie- och reportageresor till bland annat Tyskland, Danmark, Finland och Norge. I början av 1940-talet  utförde han under några år serieteckningar med figuren Kalle Drull samtidigt studerade han måleri för Willy Tupy i Stockholm. Tillsammans med P.-G. Larsson ställde han ut målningar i en naivistisk stil med olika idrottshändelser på ett galleri i Stockholm 1954. Hans konst består av idrottsbilder och landskapsskildringar från Stockholm och skärgården utförda i olja. Ölander är begravd på Skogskyrkogården i Stockholm.